# El Matmar
El Matmar è un comune dell'Algeria, situato nella provincia di Relizane.